# 刘维尔定理 (哈密顿力学)

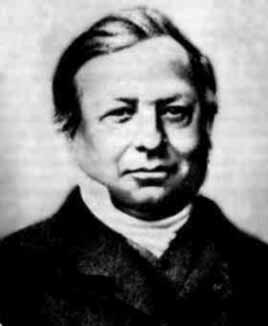
约瑟夫·刘维尔

在物理学中，刘维尔定理（Liouville's theorem）是经典统计力学与哈密顿力学中的关键定理。该定理断言相空间的分布函数沿着系统的轨迹是常数——即给定一个系统点，在相空间游历过程中，该点邻近的系统点的密度关于时间是常数。换一种表述，就是共轭相空间里，一个哈密顿系统的相体积不可压缩。
它以法国数学家约瑟夫·刘维尔命名。这也是辛拓扑与遍历论中的有关数学结果。

## 刘维尔方程
刘维尔方程描述了相空间分布函数（尽管数学中准确术语是测度，物理学家一般称为分布）的时间演变。考虑一个动力系统具有正则坐标 {\displaystyle q_{i}} 与共轭动量 {\displaystyle p_{i}}，这里{\displaystyle i=1,\dots ,d}。则相空间分布 {\displaystyle \rho (p,q)} 确定了系统在无穷小相空间体积 {\displaystyle d^{d}q\,d^{d}p} 中出现的概率 {\displaystyle \rho (p,q)\,d^{d}q\,d^{d}p}。刘维尔方程（Liouville equation）决定了 {\displaystyle \rho (p,q;t)} 关于时间 {\displaystyle t} 的演化：
{\displaystyle {\frac {d\rho }{dt}}={\frac {\partial \rho }{\partial t}}+\sum _{i=1}^{d}\left({\frac {\partial \rho }{\partial q^{i}}}{\dot {q}}^{i}+{\frac {\partial \rho }{\partial p_{i}}}{\dot {p}}_{i}\right)=0.\,}
时间导数用点标记，根据这个系统的哈密顿方程求值。这个方程说明了相空间中密度的守恒性（该定理得名于约西亚·吉布斯）。刘维尔定理断言
分布函数沿着相空间的任何轨迹是常数。
这个定理的一个简单证明是观察到 {\displaystyle \rho } 的演化由连续性方程清晰地给出：
{\displaystyle {\frac {\partial \rho }{\partial t}}+\sum _{i=1}^{d}\left({\frac {\partial (\rho {\dot {q}}^{i})}{\partial q^{i}}}+{\frac {\partial (\rho {\dot {p}}_{i})}{\partial p_{i}}}\right)=0.}
即 {\displaystyle (\rho ,\rho {\dot {q}}^{i},\rho {\dot {p}}_{i})} 是一个守恒流。注意到此式与刘维尔方程的差是
{\displaystyle \rho \sum _{i=1}^{d}\left({\frac {\partial {\dot {q}}^{i}}{\partial q^{i}}}+{\frac {\partial {\dot {p}}_{i}}{\partial p_{i}}}\right)=\rho \sum _{i=1}^{d}\left({\frac {\partial ^{2}H}{\partial q^{i}\,\partial p_{i}}}-{\frac {\partial ^{2}H}{\partial p_{i}\partial q^{i}}}\right)=0,}
这里 {\displaystyle H} 是哈密顿量，并利用了哈密顿方程。这就是说，若将相空间中的运动视为系统点的一个流体，注意到相空间中的速度场 {\displaystyle ({\dot {p}},{\dot {q}})} 的散度为零（由哈密顿方程得出），由连续性方程得出密度 {\displaystyle d\rho /dt} 的随流导数等于零的定理。
另一个证明是考虑通过相空间中的一朵“点云”的轨迹。直接证明这朵云沿着一个坐标方向拉伸比如 {\displaystyle p_{i}}，则在对应的 {\displaystyle q^{i}} 方向收缩，从而乘积 {\displaystyle \Delta p_{i}\Delta q^{i}} 保持不变。
等价地，由诺特定理，守恒流的存在意味着有一个对称。对称在时间转换下不变，而这个对称的生成元（或诺特荷）是哈密顿量。

## 物理解释
所期望的粒子总数是分布在相空间上的积分：
{\displaystyle N=\int d^{d}q\,d^{d}p\,\rho (p,q).\,}
习惯上相空间测度有一个正规化因子，但此处将其忽略。在简单情形，一个非相对论粒子在力场 {\displaystyle \mathbf {F} } 下在欧几里得空间运动，具有坐标 {\displaystyle \mathbf {x} } 与动量 {\displaystyle \mathbf {p} }，刘维尔定理可以写成
{\displaystyle {\frac {\partial \rho }{\partial t}}+{\frac {\mathbf {p} }{m}}\cdot \nabla _{\mathbf {x} }\rho +\mathbf {F} \cdot \nabla _{\mathbf {p} }\rho =0.\,}
这不同于符拉索夫方程，或有时天体力学中的玻尔兹曼方程。后者有六维相空间，用于描述大量无碰撞粒子在重力或电磁场的影响下的运动。
在经典统计力学中，粒子数 {\displaystyle N} 非常大（譬如：对一个实验室规模系统为阿伏伽德罗常数数量级）。令 {\displaystyle \partial \rho /\partial t=0} 给出了这个系统的稳定状态的一个方程，可用来寻找在一个给定的统计系综中可达到的微观态。稳定状态方程由 {\displaystyle \rho } 等于哈密顿量 {\displaystyle H} 的任何函数满足：特别地，它由麦克斯韦-玻尔兹曼分布 {\displaystyle \rho \propto e^{-H/kT}} 满足，这里 {\displaystyle T} 是温度 {\displaystyle k} 是玻尔兹曼常数。
另见正则系综与微正则系综。

## 其他表述

### 泊松括号
此定理经常用泊松括号表述为
{\displaystyle {\frac {\partial \rho }{\partial t}}=-\{\,\rho ,H\,\}\,}
或利用刘维尔算子（Liouville operator 或 Liouvillian）
{\displaystyle {\hat {\mathbf {L} }}=\sum _{i=1}^{d}\left[{\frac {\partial H}{\partial p_{i}}}{\frac {\partial }{\partial q^{i}}}-{\frac {\partial H}{\partial q^{i}}}{\frac {\partial }{\partial p_{i}}}\right],\,}
写成
{\displaystyle {\frac {\partial \rho }{\partial t}}+{\hat {L}}\rho =0.\,}

### 遍历论
在遍历论与动力系统中，由目前给出的物理考虑启发，有相应的结果也称为刘维尔定理。在哈密顿力学中，相空间是一个自然赋有一个光滑测度的光滑流形（局部这个测度是 6n-维勒贝格测度）。该定理说这个光滑测度在哈密顿流下不变。更一般地，我们可以描述一个光滑测度在一个流下不变的充分必要条件。哈密顿力学情形便是一个推论。

### 辛几何
系统状态在相空间中按哈密顿力学演化，这用辛几何就表述为：系统的演化轨迹是由哈密顿向量场在相空间这个辛流形上生成的积分曲线，参见流曲线。
要刻画各种量随系统演化而产生的变化，可以使这个量的场 {\displaystyle A} 依赖于时间参数，也可以考虑流形的自同构 {\displaystyle \phi _{t}} ，在几何方法中一般用后者，从而一个量对演化参数（时间） {\displaystyle t} 的导数应由一个李导数表示。作为一个例子，假设要考察的量 {\displaystyle A} 是一个微分形式，那么有 {\displaystyle {\frac {\mathrm {d} }{\mathrm {d} t}}\phi _{t}^{*}A=\phi _{t}^{*}L_{X}A} ，其中 {\displaystyle \phi _{t}^{*}} 是拉回映射。
辛流形上的辛形式 {\displaystyle \omega } 本身在一个哈密顿向量场 {\displaystyle X} （对应于前面小节中提到的速度场）的流下是不变的，这一点可以由嘉当公式 {\displaystyle L_{X}=\mathrm {d} \circ \iota _{X}+\iota _{X}\circ \mathrm {d} } 看出来，因为辛形式是闭形式，从而第二项为零，那么：这个李导数在辛形式上的作用为零，当且仅当 {\displaystyle \iota _{X}\omega } 是闭形式——满足这个条件的向量场称为辛向量场。哈密顿向量场是辛向量场这一点也是显然的，因为哈密顿向量场就定义为满足 {\displaystyle \iota _{X}\omega =\mathrm {d} H} 的向量场{\displaystyle X}，参见闭形式与恰当形式。只不过由于辛形式是非退化的，所以一个哈密顿函数 {\displaystyle H} 给出的哈密顿向量场是唯一的。
在达布定理所保证的正则坐标下，流形的体积形式就是辛形式的 {\displaystyle d} 次楔积（乘上一个系数 {\displaystyle 1/d!} ）。由于哈密顿流保辛形式，所以也保体积形式。等价地说，这意味着自同构的雅克比行列式是1。哈密顿流保持体积测度不变这一结论有时也被称为刘维尔定理。
物理教科书上常见的关于随流导数的论述，是考虑相空间上的一个初始分布，（出于方便，讨论归一化的概率分布）其概率测度是某个（通常要求是光滑的）概率密度函数 {\displaystyle \rho } 与体积测度的乘积。注意这个分布未必是在力学演化下不变的（概念上一个极端的例子是一个狄拉克分布），而须考察不变的条件。在用自同构刻画演化时下，这条件同样是由李导数等于零来表示，不过物理学上更熟悉的形式是写作前面的小节中的偏导数的形式，或使用泊松括号： {\displaystyle L_{X}\sigma \equiv \{\sigma ,H\}} 。

### 量子力学
刘维尔方程在量子力学中的类比描述了一个混合态的时间演化。正则量子化得出这个定理的一个量子力学版本。这个过程利用哈密顿力学描述经典系统，经常用于产生经典系统的量子类比。经典变量重新解释为量子算子，而泊松括号用交换子代替。在这种情形，所得方程是
{\displaystyle {\frac {\partial }{\partial t}}\rho ={\frac {1}{i\hbar }}[H,\rho ],\,}
这里 ρ 是密度矩阵。
将其应用到一个可观测量的期望值，相应的方程由埃伦费斯特定理给出，具有形式
{\displaystyle {\frac {d}{dt}}\langle A\rangle ={\frac {1}{i\hbar }}\langle [A,H]\rangle ,\,}
这里 {\displaystyle A} 是一个可观测量。注意符号不同，这由算子的稳定性与状态时间相关之假设得出。

### 刘维尔定理之破坏
2005年，有论文发现当x与p不是辛形式的时候，尤其演化中存在几何相位，流体密度将可能被压缩。